# Добровольская, Мария Всеволодовна
Мари́я Все́володовна Доброво́льская (также Козловская; род. 23 марта 1961, Москва) — российский антрополог и археолог, специалист в области изучения культуры повседневности древнего и средневекового населения России. Доктор исторических наук (2002), член-корреспондент РАН (2022).

## Биография
В 1983 году окончила кафедру антропологии биологического факультета МГУ. Работала в НИИ и Музее антропологии МГУ (старший лаборант, инженер, младший научный сотрудник). В 1987 году защитила кандидатскую диссертацию «Изменчивость состава минерального компонента костной ткани (по остеологическим материалам)». С 1990 года работает в Институте археологии, ведущий научный сотрудник, заведующая лабораторией контекстуальной антропологии. В 2002 году защитила докторскую диссертацию «Феномен питания в эволюции и истории человека» (специальность «археология»).
В 2004—2007 годах преподавала в Высшей гуманитарной школе им. С. Дубнова (курсы лекций «антропология» и «культурная антропология»); с 2003 года — на историческом факультете МПГУ (археология и история повседневности); с 2005 года читает лекции, проводит семинарские занятия и полевую практику по дисциплине «Археология» для студентов исторического и художественно-графического (специальность — искусствоведение) факультетов МПГУ; под её руководством защищены кандидатские диссертационные работы. С 2008 года также работает в МГППУ (курс лекций «антропология»); с 2015 года читает лекции по теме «Естественнонаучные исследования в археологии» для аспирантов ИА РАН; с 2008 года руководит аспирантами ИА РАН.
Входит в состав редколлегий периодического издания «OPUS: междисциплинарные исследования в археологии» (с 2000), научных журналов «Этнографическое обозрение» и «Краткие сообщения Института археологии». Член Учёного совета и диссертационного совета Института археологии РАН, российского отделения Европейской антропологической ассоциации (с 1991) и Европейской ассоциации археологов (1999—2000), член-корреспондент Германского археологического института. Является постоянным участником и членом оргкомитета ряда международных конференций: «Сунгирский семинар» (Англия, 2004); «Экология и демография человека в прошлом и настоящем» (Москва, 2004); "Адаптация как фактор формирования антропологического своеобразия древнего и современного населения Евразии (памяти академика РАН Т. И. Алексеевой) (Москва, 2008) и др.
Лауреат премии ОИФН РАН им. академиков В. П. Алексеева и Т. И. Алексеевой в области антропологии и археологии (2007).
Дочь профессора-почвоведа В. В. Добровольского, племянница академика-почвоведа Г. В. Добровольского.

## Научная деятельность
С 1980 года регулярно принимает участие в археологических экспедициях, изучающих памятники эпох палеолита, неолита, бронзового, раннего железного веков, средневекового времени на территории России, Сирии, Египта.
Сфера научных интересов — историческая экология человека. Это междисциплинарное направление современной археологической науки изучает воздействие природных и социальных факторов на различные стороны жизни древних и средневековых обществ, например, демографическую структуру, пищевые традиции, адаптивные особенности. Данное направление разрабатывается с применением современных высокотехнологичных естественно научных методов биологии, химии.
Автор более 300 научных публикаций, в том числе двух авторских и 11 коллективных монографий.

### Основные работы
- Цинк и кадмий в окружающей среде / ред. В. В. Добровольский. М.: Наука, 1992 (в соавт.);
- Экология древних племен лесной полосы Восточной Европы. М., 1996;
- Неолит лесной полосы Восточной Европы (антропология Сахтышских стоянок) / ред. Т. И. Алексеева. М., 1997 (в соавт.);
- Историческая экология человека. Методика биологических исследований. М., 1998 (в соавт.);
- Homo sungirensis. Эволюционные и экологические аспекты исследования человека верхнего палеолита / под ред. Т. И. Алексеевой и Н. О. Бадера. М., 2000 (в соавт.);
- Новохарьковский могильник эпохи Золотой Орды / ред. А. Д. Пряхин. Воронеж, 2002 (в соавт.);
- Человек и его пища. Пищевые специализации и проблемы антропогенеза. М., 2005.

## Награды
- Почётная грамота Президента Российской Федерации (5 февраля 2024 года) — за заслуги в развитии отечественной науки, многолетнюю плодотворную деятельность и в связи с 300-летием со дня основания Российской академии наук[3].